# Bucu (Ialomița)
Pour les articles homonymes, voir Bucu.
Bucu est une commune du județ de Ialomița en Roumanie.